# Hug IV del Maine
Hug IV del Maine († 25 de març de 1051) fou el comte del Maine del 1036 al 1051.

## Biografia
Hug era el fill d'Herbert I del Maine, un dels hugònides. Era petit quan va morir el seu pare, el 1036, així que va haver de néixer entre el 1018 i el 1022. Herbert Bacus, el seu besoncle i defensor dels angevins, va fer de regent.
El bisbe de Le Mans, Gervasi de Château du Loir, era partidari de la família rival dels Blois. El bisbe i el regent van topar, i el resultat va ser l'expulsió d'Herbert mitjançant un consell popular. Gervasi aleshores va proclamar Hug quan va ser major d'edat, i va preparar-li un matrimoni amb Berta de Blois.
Herbert, a diferència dels seus predecessors, va seguir el consell del seu bisbe. Gervasi, a diferència de l'oncle que va succeir, Avesguard de Bellême, qui era defensor dels comtes d'Anjou, va aliar-se amb els comtes de Blois. Hug, sens dubte en suport del seu bisbe, va implicar-se en una sèrie de guerres amb Jofré II Martell, comte d'Anjou, a la vall del Loira. Poc després de morir Hug, el 25 de març de 1051, Gervasi va buscar refugi a Normandia després d'haver estat expulsat del Maine. L'èxit de Gervasi a l'hora d'enfortir el bisbat de Le Mans va servir per rebaixar el comtat del Maine, la qual cosa va comportar que el comtat acabés sent absorbit pels comtats d'Anjou i de Normandia.

## Família
Hug es va casar cap a l'any 1046 amb Berta de Blois, qui era la vídua d'Alà III de Bretanya, i filla d'Eudes II de Blois i d'Ermengarda d'Auvèrnia. Els seus fills van ser Herbert II del Maine († 1062) i Margarida († 1063) promesa amb Robert II de Normandia.